# Kalvsjön (Sjötofta socken, Västergötland)
Kalvsjön är en sjö i Tranemo kommun i Västergötland och ingår i Ätrans huvudavrinningsområde.